# Konstituierender Reichstag

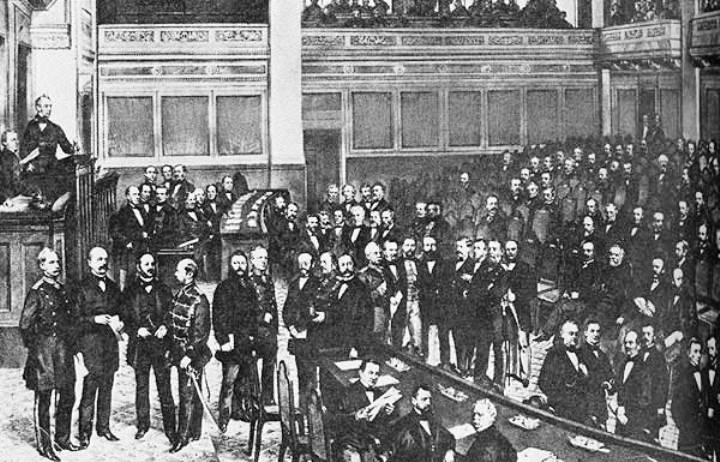
Zeichnung zur ersten Sitzung des konstituierenden Reichstags am 24. Februar 1867

Der konstituierende Reichstag von Februar bis April 1867 war ein Gremium zur Verfassungsvereinbarung. Norddeutsche und mitteldeutsche Staaten hatten 1866 im Augustbündnis abgesprochen, dass sie ihrem Bündnis eine verfassungsmäßige Grundlage geben wollten. Gemeint war damit die Gründung des Norddeutschen Bundes als Bundesstaat. Die Verfassung des Norddeutschen Bundes sollte vereinbart werden, und zwar einerseits zwischen den künftigen Gliedstaaten und andererseits dem norddeutschen Volk.
Das Volk wurde durch den konstituierenden Reichstag vertreten. Dieser Reichstag hatte nur diese eine Aufgabe: den Verfassungsentwurf der verbündeten Regierungen zu beraten und anzunehmen. Das Gremium war also genau genommen keine verfassungsgebende Versammlung, sondern eine verfassungsvereinbarende Versammlung, denn die Verfassungsgebung geschah nur gemeinsam mit den Bündnisstaaten. Auch war das Gremium kein Parlament, da es keine Gesetze beschloss oder andere parlamentarischen Aufgaben hatte.

## Grundlagen
Die politisch abgesicherte Grundlage für die Wahl und Aufgabenstellung des Reichstags war eher dürftig. Im Augustbündnis vom 18. August 1866 (und weiteren Verträgen) war nur die Rede von einem „Parlament“, das „gemeinschaftlich“ zu berufen sei (Art. 2). Die Grundlage für die Wahl solle das Frankfurter Reichswahlgesetz von 1849 sein (Art. 5). Außerdem sollten die Regierungen der verbündeten Regierungen einen Verfassungsentwurf erarbeiten, der dem Parlament zur „Beratung und Vereinbarung“ vorzulegen sei (ebenfalls Art. 5). Im Vertragstext des Augustbündnisses stand weder ein Name des Parlamentes noch des zu gründenden Staates, also weder „Reichstag“ noch „Norddeutscher Bund“.

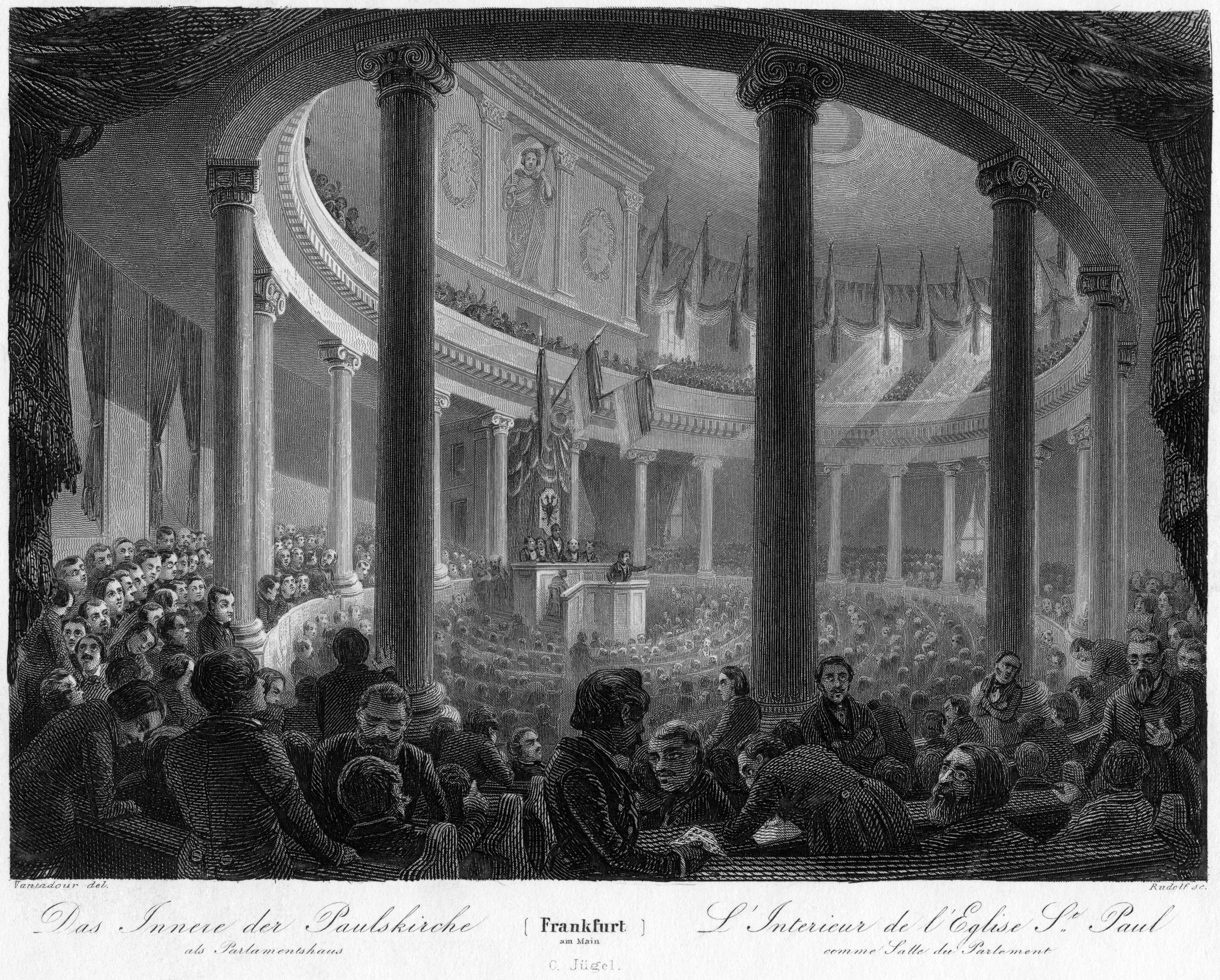
Die Frankfurter Nationalversammlung war von den Gliedstaaten nach Recht des Deutschen Bundes gewählt worden. Vom Mai 1848 bis Mai 1849, als sie von Preußen und anderen Staaten bekämpft wurde, tagte sie in Frankfurt. Ein Ergebnis war, außer der Frankfurter Reichsverfassung, das Reichswahlgesetz vom 12. April 1849. Der erste ordentliche Reichstag, bzw. das Volkshaus, hätte am 15. Juli gewählt werden sollen.

Das Reichswahlgesetz von 1849 war zwar nach damaligem Reichsrecht gültig zustande gekommen. Die Staaten hatten es nach 1849 jedoch nicht anerkannt. Im Jahr 1866 hätte es eigentlich eines norddeutschen Bundesgesetzes für die Wahl eines solchen Bundesorgans bedurft. Allerdings gab es noch keinen norddeutschen Bundesstaat, der Gesetze hätte beschließen können. Stattdessen erließen die verbündeten Staaten gleichlautende Landesgesetze für die Wahl.
Das bedeutete, dass in Preußen und den anderen verbündeten Staaten die Landesparlamente über die Wahlgesetze entschieden. Im Preußischen Landtag saßen viele Liberale, die sich einen nationalen Einheitsstaat wünschten: Ihnen gefiel daher der föderalistische Weg zum Bundesstaat nicht. Auch hielten sie ein norddeutsches Parlament neben dem Landtag für überflüssig, die übrigen Staaten sollten einfach Abgeordnete zum bestehenden Landtag hinzuwählen. Rechte Liberale und Konservative störten sich außerdem am allgemeinen Männerwahlrecht, wie es das Frankfurter Wahlrecht vorsah.
Überhaupt fanden die preußischen Landtagsabgeordneten, dass eine norddeutsche Bundesverfassung nur in Kraft treten könne, wenn der Landtag ihr zustimme. Schließlich würde Preußen und damit der Landtag Rechte an die Bundesebene verlieren. Die beiden Kammern des Landtags setzten also eine Änderung des Wahlgesetzentwurfs durch: der norddeutsche Reichstag solle nur zur „Beratung“ zusammentreten. Das entsprach zwar nicht den Absprachen des Augustbündnis, änderte aber nichts am Fahrplan zur Verfassungsvereinbarung. Bemerkenswert blieb, dass beide Kammern das allgemeine Männerwahlrecht akzeptierten, wenngleich das Herrenhaus in einer Resolution Bedenken dagegen geltend machte. Dieses (preußische) Wahlgesetz für den Reichstag des Norddeutschen Bundes wurde am 15. Oktober 1866 vom preußischen König in Kraft gesetzt. Die übrigen Staaten erließen entsprechende Wahlgesetze und Wahlverordnungen.
Der Ausdruck Reichstag stammt von den Reichstagen des Heiligen Römischen Reiches. Auch in den beiden Verfassungsentwürfen von 1849 sollte das Parlament „Reichstag“ heißen, obgleich das Parlament des entstehenden Deutschen Reiches von 1848/1849 noch „Nationalversammlung“ bzw. „Reichsversammlung“ hieß und das verfassungsvereinbarende Gremium der Erfurter Union schließlich „Unionsparlament“ genannt wurde. Im Jahr 1866 hatte Otto von Bismarck schon in seinem Reformplan für den Deutschen Bund Bezug auf das Frankfurter Reichswahlgesetz genommen. In jenem Gesetz hieß das zu wählende Parlament „Reichstag“. Auch in anderen Ländern im Europa des 19. und 20. Jahrhunderts erhielt das moderne Parlament eine historisierende Bezeichnung, zum Beispiel „Generalstaaten“ in den Niederlanden oder „Seimas“ in Litauen.

## Wahl und Zusammensetzung

Reichstagswahl Februar 1867, mit den Ergebnissen der einzelnen Wahlkreise

Die eigentliche Wahl fand am 12. Februar 1867 statt. Da die Wahl direkt war, bedurfte es keiner Zusammenkünfte von Wahlmännern. Allerdings waren in 30 Wahlkreisen (15,6 Prozent) Stichwahlen notwendig, in drei Fällen gab es eine Nachwahl. Im Vergleich zu den preußischen Wahlen war das Parteiensystem dasselbe, doch erstmals seit 1848 waren wieder alle preußischen Männer wahlberechtigt. In den übrigen Ländern stellte sich für Gegner des Bundesstaates die Frage, ob man die Wahl boykottieren solle. In der Regel entschlossen sie sich zur Teilnahme, um ihre Ansichten im Reichstag vertreten zu können; das band sie allerdings in die Bundespolitik mit ein. In den Grenzregionen mit polnischer und dänischer Minderheit kam es zu einer Gegenüberstellung von „deutschen“ Kandidaten und Vertretern der Minderheit.
Die Wahlbeteiligung war mit 64,9 Prozent hoch, im Vergleich zu den preußischen Wahlen nach Dreiklassenwahlrecht und vor allem in Anbetracht einiger Schwierigkeiten: Es gab nur wenig Zeit für Kandidatensuche und Wahlkampf. Viele Parteien waren bislang wenig organisiert und auf die Ansprache von reichen Aktivbürgern ausgerichtet, nicht auf eine allgemeine Volkswahl und den neuen Wahlmodus. Viele Wähler auf dem platten Lande waren wenig gebildet und verloren einen halben Arbeitstag, und überhaupt fand die Wahl im Winter statt.
Gewählt wurden in erster Linie wie bisher Angehörige der Eliten, bekannte Honoratioren. Die Liberalen hatten bereits erwartet, dass sie ihre hohen Ergebnisse wie im preußischen Dreiklassenwahlrecht nicht behaupten konnten. Ihre teils starken Verluste, vor allem im preußischen Osten, wurden einigermaßen durch Zugewinne in den annektierten Gebieten und den nichtpreußischen Bundesstaaten ausgeglichen. Nutznießer des allgemeinen Wahlrechts waren die Konservativen beider Richtungen. Der konstituierende Reichstag hatte insgesamt 297 Abgeordnete und wurde von der rechten Mitte dominiert: Freikonservative, Altliberale und Nationalliberale sowie kleinere liberale oder gemäßigt-konservative Gruppen und Einzelabgeordnete. Am 24. Februar 1867 wurde der konstituierende Reichstag vom preußischen König Wilhelm I. eröffnet.

## Tätigkeit für die Verfassung

### Entwurf der Regierungen

Der Weg zur Verfassung 1866/1867

Nach mehreren Vorentwürfen legte Bismarck als preußischer Ministerpräsident einen Verfassungsentwurf den verbündeten Regierungen vor. Sie alle einigten sich schließlich am 7. Februar 1867 auf einen gemeinsamen Entwurf, der dem Reichstag zuzuführen war. Bismarck tat dies am 4. März. Die verbündeten Regierungen standen einem Reichstag gegenüber, der mit Sachverstand und Arbeitsdisziplin seine abweichenden Meinungen geltend machte. Das galt sowohl für die Opposition als auch für die Nationalliberalen und Freikonservativen. Bismarck hatte die Abgeordneten ermahnt, dass am 18. August 1867 die einjährige Frist endete, die das Augustbündnis gesetzt hatte. Die Abgeordneten selbst waren für eine zügige Verfassungsberatung; diese fand im Plenum statt, entgegen einem erfolglosen Antrag der Fortschrittspartei, eine Kommission einzusetzen.
Bismarck hatte bereits am 19. Februar den verbündeten Regierungen geheim eine Alternative vorgeschlagen, sollte der Reichstag den Entwurf der Regierungen ablehnen oder zu stark abändern: Die Regierungen könnten dann die Bundesverfassung als Staatsvertrag in Kraft treten lassen, also oktroyieren. Am 31. März kam es sogar zu einem entsprechenden Geheimvertrag der größten Staaten, nämlich Preußen, Sachsen, Sachsen-Weimar und Hessen-Darmstadt, in dem man sich die Oktroyierung offenhielt.

### Änderungen am Entwurf

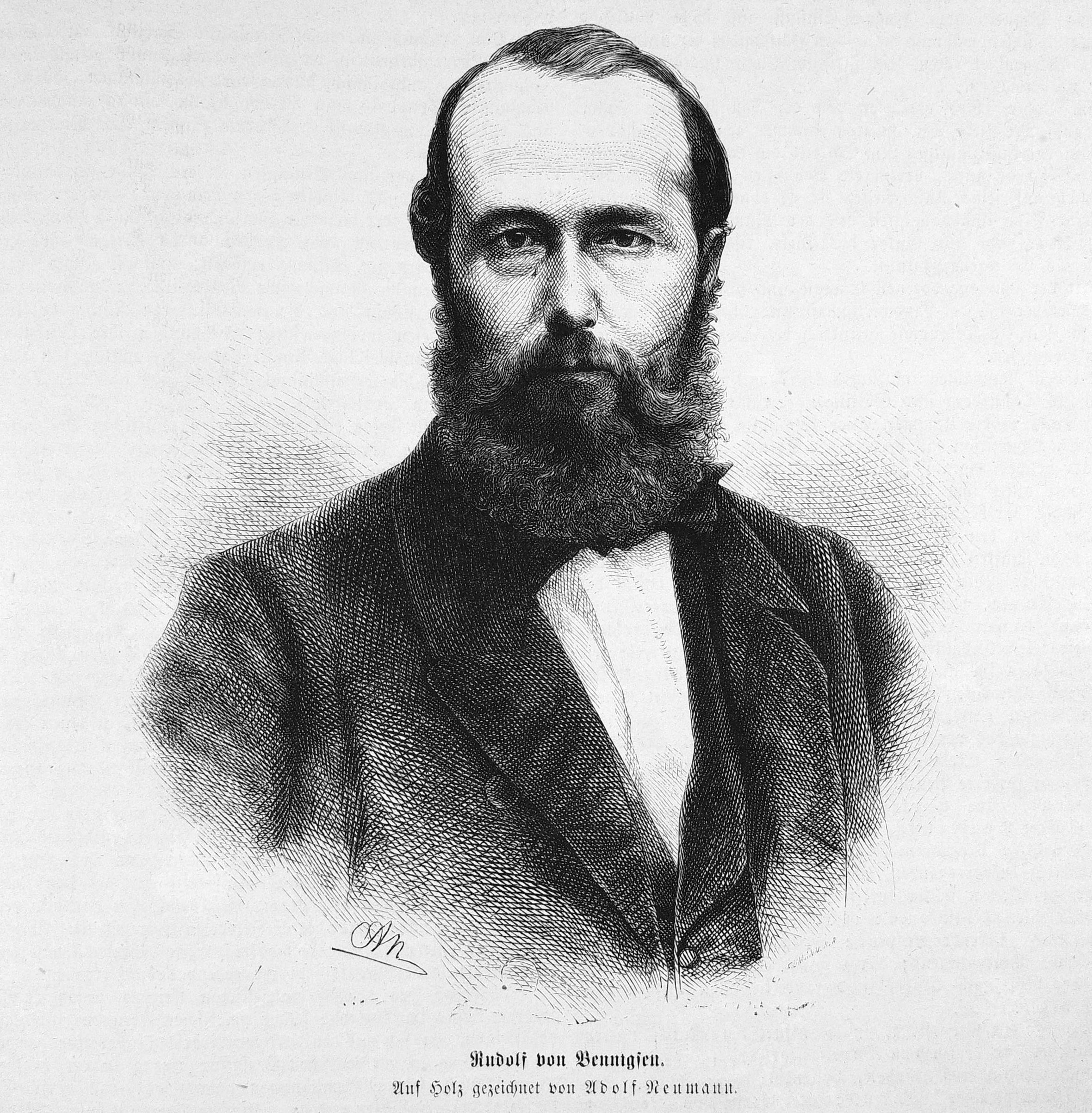
Rudolf von Bennigsen war einer der führenden Nationalliberalen der Zeit. Sein Äbänderungsvorschlag (eigentlich keine lex, sondern ein Amendement) führte die Ministerverantwortlichkeit in die Verfassung ein.

Aus dem Reichstag heraus gab es schon aus Zeitmangel keinen ausformulierten Gegenentwurf. Die Änderungen des Reichstags am Entwurf der Gründungsregierungen waren aber erheblich. Eine wichtige Änderung betraf die Exekutive; Bismarcks Vorschlag hätte sie nämlich „jedem parlamentarischen Zugriff“ entzogen, so Klaus Erich Pollmann. Exekutiv-Organ sollte der Bundesrat sein, also die Vertretung der Gliedstaaten. Der Reichstag setzte hingegen mit der sogenannten Lex Bennigsen durch, dass es einen verantwortlichen Minister gab (nicht dem Namen, aber der Sache nach), den Bundeskanzler.
Außerdem erhielt der Bund bzw. der Reichstag mehr Kompetenzen:
- Der Bund wurde zuständig für das Staatsangehörigkeitsrecht,
- durfte nicht nur indirekte, sondern auch direkte Steuern erheben,
- erhielt volles Haushaltsrecht,
- wurde nicht nur für Handelsrecht, Wechselrecht, Konkursrecht und Zivilprozessrecht zuständig, sondern für das gesamte bürgerliche und Strafrecht und Strafprozessrecht.
- Auswärtige Verträge bedurften der Zustimmung des Reichstags, zumindest zu einem beträchtlichen Teil.
- Nur teilweise setzte sich der konstituierende Reichstag mit seinen Vorstellungen durch, Einfluss auf die Heeresorganisation zu nehmen.[13]

Nicht durchsetzen konnte sich der konstituierende Reichstag bei einer Reihe von anderen Punkten. Weitere strittige Fragen litten unter einer Uneinigkeit im Reichstag selbst. So verwarfen die Abgeordneten mit der knappen Mehrheit von 136 zu 130 Stimmen die Einführung von Diäten. Die Mehrheit lehnte auch Grundrechte in der Bundesverfassung ab, aus mehreren Gründen. Man begnügte sich damit, dass die Grundrechte bereits in fast allen Landesverfassungen gewährleistet waren und in erster Linie gegen die Landesverwaltungen zu schützen waren. Mit 130 zu 128 Stimmen scheiterte ein nationalliberaler Vorschlag, wenigstens ein Minimum an Grundrechten in die Bundesverfassung aufzunehmen. Ebenso setzten sich die Befürworter eines Bundesverfassungsgerichts nicht durch.

### Annahme und Inkrafttreten
Der Reichstag nahm den Entwurf mit den von ihm beschlossenen Änderungen am 16. April an. 230 Abgeordnete stimmten für ihn, 53 gegen ihnen (Fortschritt, Bundesstaatlich-Konstitutionelle, Minderheiten). Noch am gleichen Tag akzeptierten die Bevollmächtigten der Staaten den veränderten Entwurf. Danach oblag es noch den Landtagen, ob sie ihn annehmen würden, denn die Bundesverfassung hatte Auswirkungen auf die Rechte der Länder. Zwar hatten mehrere Länder angekündigt, dass die damalige Zustimmung zum Wahlgesetz ausreiche. Doch ließen alle Länder bis auf Braunschweig die Parlamente abstimmen.
Zwischen dem 21. Juni und 27. Juni setzten die Länder die Bundesverfassung durch Publikationspatente in Kraft. In Wirkung trat die Verfassung am 1. Juli. Am 27. Juli erschien sie im Bundesgesetzblatt, das hatte aber nur noch deklarativen Charakter.
Nach der Schlussabstimmung vom 16. April 1867 hatte der konstituierende Reichstag noch eine letzte Schlusssitzung, und zwar am 17. April. Im Weißen Saal des königlichen Schlosses las König Wilhelm den Abgeordneten eine Erklärung vor. Danach erklärte Bismarck als Vorsitzender der Reichstags-Commissarien den Reichstag für geschlossen. Der erste ordentliche Reichstag des Norddeutschen Bundes wurde am 31. August 1867 gewählt.

## Einordnung und Bewertung

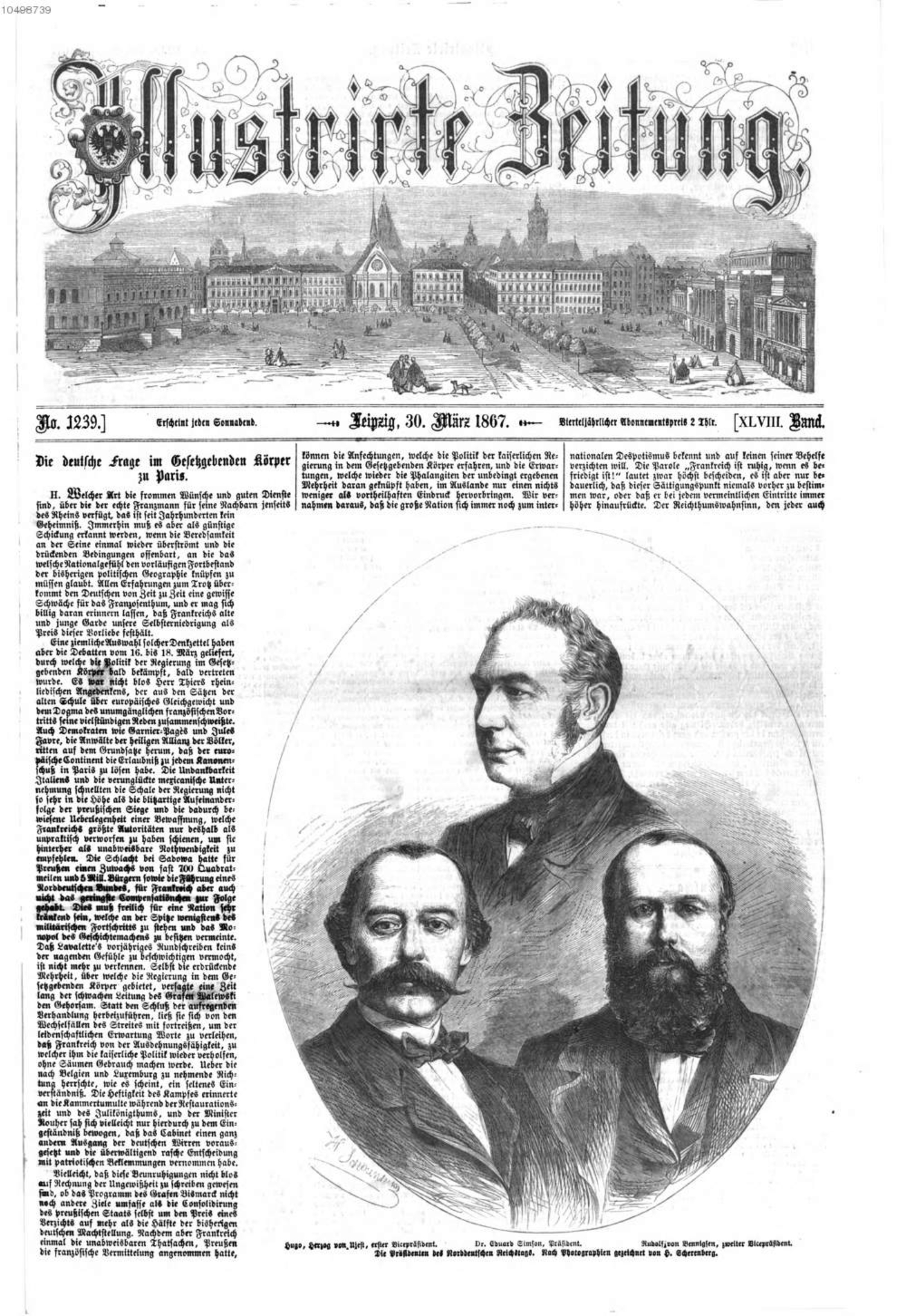
Der Präsident des konstituierenden Reichstags, Eduard Simson, mit seinen Vizepräsidenten, März 1867

Klaus Erich Pollmann urteilt über die Reichstage des Norddeutschen Bundes allgemein, dass sie im Einklang mit der preußischen Bundesführung große Fortschritte zur Liberalisierung erreichten. In den bedeutenden Streitfragen konnten die Reichstage sich gegen die mächtigen Staatsregierungen allerdings nicht durchsetzen. Der Reichstag war ein Arbeitsparlament, das deklamatorische Reden und politische Debatten eher ablehnte.
Trotz desselben Namens gab es zwischen dem konstituierenden Reichstag (im Februar 1867 gewählt) und dem ordentlichen Reichstag (im August gewählt) einen großen Unterschied: Der konstituierende Reichstag war ein bloß verfassungsvereinbarendes Gremium. Er war nicht mit Gesetzgebung und Regierungskontrolle belastet, denn es gab noch keinen Staat, der Gesetze und Regierung hätte haben können. Das erinnert an das Erfurter Unionsparlament vom März/April 1850, so wie der Öffentlichrechtler Michael Kotulla auch insgesamt festgestellt hat, dass sich der Weg der Verfassungsgebung 1848/50 und 1867/71 ähnelte. Ebenso konnte sich der Parlamentarische Rat von 1948/49 allein auf die Verfassungsberatung konzentrieren. Die Frankfurter Nationalversammlung 1848/1849 und die Weimarer Nationalversammlung 1919/20 hingegen mussten nebenher viele Funktionen eines modernen Parlaments ausüben. Das ist mitzuberücksichtigen, wenn man auf die kurze Sitzungsdauer des konstituierenden Reichstags verweist.

## Belege
1. ↑  Siehe zur Ableitung aus dem Vertragstext Ernst Rudolf Huber: Deutsche Verfassungsgeschichte seit 1789. Band III: Bismarck und das Reich. 3. Auflage, W. Kohlhammer, Stuttgart [u. a.] 1988, S. 646.
2. ↑  Ernst Rudolf Huber: Deutsche Verfassungsgeschichte seit 1789. Band III: Bismarck und das Reich. 3. Auflage, W. Kohlhammer, Stuttgart [u. a.] 1988, S. 668.
3. ↑  Ernst Rudolf Huber: Deutsche Verfassungsgeschichte seit 1789. Band III: Bismarck und das Reich. 3. Auflage, W. Kohlhammer, Stuttgart [u. a.] 1988, S. 646/647.
4. ↑  Ernst Rudolf Huber: Deutsche Verfassungsgeschichte seit 1789. Band III: Bismarck und das Reich. 3. Auflage, W. Kohlhammer, Stuttgart [u. a.] 1988, S. 647/648.
5. ↑  Klaus Erich Pollmann: Parlamentarismus im Norddeutschen Bund 1867–1870, Düsseldorf: Droste Verlag, 1985, S. 138.
6. ↑  Klaus Erich Pollmann: Parlamentarismus im Norddeutschen Bund 1867–1870. Droste, Düsseldorf 1985, S. 102–104, 110.
7. ↑  Klaus Erich Pollmann: Parlamentarismus im Norddeutschen Bund 1867–1870. Droste, Düsseldorf 1985, S. 139/140.
8. ↑  Klaus Erich Pollmann: Parlamentarismus im Norddeutschen Bund 1867–1870. Droste, Düsseldorf 1985, S. 144–146.
9. ↑  Ernst Rudolf Huber: Deutsche Verfassungsgeschichte seit 1789. Band III: Bismarck und das Reich. 3. Auflage, W. Kohlhammer, Stuttgart [u. a.] 1988, S. 648/649.
10. ↑  Ernst Rudolf Huber: Deutsche Verfassungsgeschichte seit 1789. Band III: Bismarck und das Reich. 3. Auflage, W. Kohlhammer, Stuttgart u. a. 1988, S. 651–653.
11. ↑  Ernst Rudolf Huber: Deutsche Verfassungsgeschichte seit 1789. Band III: Bismarck und das Reich. 3. Auflage, W. Kohlhammer, Stuttgart u. a. 1988, S. 654/655.
12. ↑  Klaus Erich Pollmann: Parlamentarismus im Norddeutschen Bund 1867–1870, Düsseldorf: Droste Verlag, 1985, S. 199.
13. ↑  Ernst Rudolf Huber: Deutsche Verfassungsgeschichte seit 1789. Band III: Bismarck und das Reich. 3. Auflage, W. Kohlhammer, Stuttgart u. a. 1988, S. 663–665.
14. ↑  Ernst Rudolf Huber: Deutsche Verfassungsgeschichte seit 1789. Band III: Bismarck und das Reich. 3. Auflage, W. Kohlhammer, Stuttgart u. a. 1988, S. 664–666.
15. ↑  Ernst Rudolf Huber: Deutsche Verfassungsgeschichte seit 1789. Band III: Bismarck und das Reich. 3. Auflage, W. Kohlhammer, Stuttgart u. a. 1988, S. 666/667.
16. ↑  Ernst Rudolf Huber: Deutsche Verfassungsgeschichte seit 1789. Band III: Bismarck und das Reich. 3. Auflage, W. Kohlhammer, Stuttgart u. a., 1988, S. 667.
17. ↑  Reichstagsprotokolle, abgerufen am 6. Juni 2016.
18. ↑  Klaus Erich Pollmann: Parlamentarismus im Norddeutschen Bund 1867–1870, Droste Verlag, Düsseldorf 1985, S. 515.
19. ↑  Michael Kotulla: Deutsche Verfassungsgeschichte. Vom Alten Reich bis Weimar (1495–1934). Springer, Berlin 2008, S. 491.
20. ↑  Vgl. dazu Martin Kirsch, Monarch und Parlament im 19. Jahrhundert. Der monarchische Konstitutionalismus als europäischer Verfassungstyp – Frankreich im Vergleich. Vandenhoeck & Ruprecht, Göttingen 1999, S. 318 ff.